# آنا موراي دوغلاس
آنا موراي دوغلاس (بالانجليزية: Anna Murray Douglass) (1813 - 4 أغسطس عام 1882) أمريكية مؤيدة للإبطالية، وعضو في شركة السكة الحديدية تحت الأرض، وهي الزوجة الأولى للمصلح الاجتماعي الأمريكي ورجل الدولة فريدريك دوغلاس، من عام 1838 حتى وفاتها.

## النشأة
ولدت آنا موراي في دنتون بولاية ماريلاند للأبوين بامبار وماري موراي. على عكس إخوتها وأخواتها السبعة الأكبر سنًا، والذين ولدوا في العبودية، ولدت آنا موراي وإخوتها الأربعة الصغار أحرارًا إذ كان قد تم إعتاق والديها قبل شهر واحد فقط من ولادتها. بصفتها كانت شابة ماهرة، استطاعت في سن 17 أن تثبت نفسها كعاملة غسيل ومدبرة منزل. أخذها عملها في غسيل الملابس إلى الميناء، حيث التقت بفريدريك دوغلاس، الذي كان يعمل بعد ذلك في الجلفطة.

## زواجها
إعتاق موراي جعل دوغلاس يؤمن بإمكانية حصوله على حريته. عندما قرر الهروب من العبودية في عام 1838، شجعته موراي وساعدته من خلال تزويده ببعض ملابس البحارة التي أتاح لها عملها في غسل الملابس الوصول إليها. أعطته أيضًا جزءًا من مدخراتها، والتي دعمتها ببيع أحد أسرّتها المصنوعة من الريش. بعد أن شق دوغلاس طريقه إلى فيلادلفيا ثم نيويورك، تبعته موراي وأحضرت معها ما يكفي من البضائع لتتمكن من إكساء منزل لهما. تزوجا في 15 سبتمبر عام 1838. في البداية، اتخذ الزوجان اسم جونسون، لكن عند انتقالهما إلى نيو بيدفورد، ماساتشوستس، تبنيا لقب دوغلاس.
أنجبت موراي دوغلاس خمسة أطفال خلال السنوات العشر الأولى من الزواج: روزيتا ولويس هنري وفريدريك دوغلاس الابن وتشارلز ريموند وآني دوغلاس (التي توفيت عن عمر يناهز 10 سنوات). ساعدت موراي في دعم الأسرة ماليًا، حيث عملت في غسل الملابس وتعلمت صنع الأحذية لأن دخل دوغلاس من خطاباته كان متقطعًا، لذا فقد كانت الأسرة تكافح للقمة العيش. لعبت موراي دورًا نشطًا في جمعية بوسطن النسائية المناهضة للعبودية، ثم أقنعت زوجها لاحقًا بتدريب أبنائهما على الطباعة في صحيفته التي كانت تطالب بإلغاء عقوبة الإعدام. بعد انتقال العائلة إلى روتشستر، نيويورك، أنشأت مقرًا لسكك الحديد عبر الأرض من منزلها، حيث قدمت الطعام والألواح الخشبية وملابس من الكتان الكامل للعبيد الهاربين في طريقهم إلى كندا.
لم يرد اسم موراي دوغلاس بشكل كافي في السير الذاتية الثلاث لدوغلاس. كتب هنري لويس غيتس أن «دوغلاس قد جعل قصة حياته نوعًا من الديوراما السياسية التي لم يكن لزوجته دور فيها». أدى غيابه الطويل عن المنزل وشعورها بأنها امرأة غير متعلمة نسبيًا فقد وجدت نفسها لا تتناسب مع الدوائر الاجتماعية التي كان دوغلاس ينتقل إليها، حتى وصل الأمر إلى درجة من القطيعة بشكل ملحوظ بالنظر إلى قرب علاقتهما في السابق. بعد خيبة أملها من معرفتها بعلاقات زوجها مع نساء أخريات، بقيت مخلصة لدور دوغلاس العام؛ ذكرت ابنتها روزيتا قائلةً إن أولئك الذين كانوا معجبين بوالدها عليهم معرفة أن قصته «لم تكن لتتحقق لولا الإخلاص الذي قدمته آنا موراي».